# Fissistigma uonicum
Fissistigma uonicum là loài thực vật có hoa thuộc họ Na. Loài này được (Dunn) Merr. mô tả khoa học đầu tiên năm 1919.